# Оларра, Рафаэль
Рафаэль Андрес Оларра Гуэрреро (исп. Rafael Andrés Olarra Guerrero; род. 25 мая 1978, Сантьяго, Чили) — чилийский футболист, выступавший на позиции защитника. Известен по выступлениям за клубы «Универсидад де Чили», «Аудакс Итальяно» и сборной Чили. Участник Олимпийских игр 2000 года в Сиднее.

## Клубная карьера
Оларра — воспитанник клуба «Аудакс Итальяно». В 1996 году он дебютировал за основной состав в чилийской Примере. По окончании сезона Рафаэль перешёл в «Универсидад де Чили». За три сезона в составе нового клуба Оларра дважды стал чемпионом и завоевал Кубок Чили. После удачного выступления на родине, Рафаэль решил попробовать свои силы в Европы и в 2001 году перешёл в испанскую «Осасуну». В Испании Оларра не смог выиграть конкуренцию за место в составе и по окончании сезона вернулся в «Универсидад де Чили». За сезон он реанимировал карьеру и в 2003 году перешёл в аргентинский «Индепендьенте». Рафаэль провёл хороший сезон в аргентинской Примере и обратил на себя внимание «Универсидад Католика», который и выкупил трансфер Оларры. В составе новой команды он в четвёртый раз выиграл чемпионат.
В 2005 году Оларра предпринял вторую попытку закрепиться в Европе и подписал соглашение с израильским «Маккаби Хайфа». В своём первом сезоне он помог клубу выиграть чемпионат. После двух лет успешных выступлений в Израиле Рафаэль в третий раз вернулся в «Универсидад де Чили». В 2009 году он в пятый раз стал чемпионом страны.
В 2011 году Оларра перешёл в «Унион Эспаньола». 6 февраля в матче против «Палестино» он дебютировал за новую команду. 24 февраля в поединке против «Кобресаль» Рафаэль забил свой первый гол за «Унион Эспаньола». В 2013 году Оларра вернулся в свой родной клуб «Аудакс Итальяно». В 2016 году он объявил о завершении карьеры футболиста.

## Международная карьера
В 1997 году Рафаэль попал в заявку сборной на участие в Кубке Америки в Боливии. На турнире он был запасным и на поле не вышел. 31 января 1998 года в товарищеском матче против сборной Ирана Оларра дебютировал за сборную Чили.
В 2000 году Оларра в составе олимпийской сборной Чили принял участие в Олимпийских играх в Сиднее. На турнире он сыграл в матчах против команд Марокко, Испании, Нигерии, Южной Кореи, Камеруна и США. В поединке против испанцев Рафаэль забил гол.
В 2004 году Оларра во второй раз принял участие в розыгрыше Кубка Америки в Перу. На турнире он сыграл в матчах против сборной Бразилии, Парагвая и Коста-Рики. В поединке против костариканцев Рафаэль забил свой первый гол за национальную команду.

### Голы за сборную Чили (до 23)
| #   | Дата             | Место                                       | Противник | Счёт | Результат | Соревнование          |
| --- | ---------------- | ------------------------------------------- | --------- | ---- | --------- | --------------------- |
| 01. | 17 сентября 2000 | Мельбурн Крикет Граунд, Мельбурн, Австралия | Испания   | 0:1  | 1:3       | Олимпийские игры 2000 |

### Голы за сборную Чили
| #   | Дата         | Место                      | Противник  | Счёт | Результат | Соревнование       |
| --- | ------------ | -------------------------- | ---------- | ---- | --------- | ------------------ |
| 01. | 14 июля 2004 | Хорхе Басадре, Такна, Перу | Коста-Рика | 0:1  | 2:1       | Кубок Америки 2004 |

## Достижения
Командные
 «Универсидад де Чили»
- Чемпионат Чили по футболу — 1999
- Чемпионат Чили по футболу — 2000
- Чемпионат Чили по футболу — Апертура 2009
- Обладатель Кубка Чили — 2000

 «Универсидад Католика»
- Чемпионат Чили по футболу — Клаусура 2005

 «Маккаби Хайфа»
- Чемпионат Израиля по футболу — 2005/2006

Международные
 Чили (до 23)
- Летние олимпийские игры — 2000